# Говейк
Говейк (словен. Govejk) — поселення в общині Ідрія, Регіон Горишка, Словенія. Знаходиться по дорозі від Ідрії до Зірі. Висота над рівнем моря: 747 м.